# Juwsma State
Juwsma State is een voormalige stins van Rinsumageest in de gemeente Dantumadeel, in Friesland. De stins bestond al in 1399, de eigenaar was toen Hessel Juwsma, ook "Hessel op der Ghaest". De familienaam Juwsma (Jwisma) komt in 1421 voor het eerst voor. De voorouders van Hessel waren zeer waarschijnlijk Thitard en Hacka (beide overleden voor 1341), deze worden vermeld op de Epposteen. De state is in 1484 verwoest, het is de eerste van de 4 stinsen van Rinsumageest die verdween. In Rinsumageest is een weg vernoemd naar deze stins: 'de Juckemaweg'.

## Geschiedenis
Halverwege de 15e eeuw had Wopke Juwsma het vaak aan de stok met buurman Worp Tjaarda, van de Tjaarda State. Hierbij zijn van beide families vele familieleden gedood. Uiteindelijk werd de Juwsma state verwoest door de Tjaarda`s, mede door toedoen van de Leeuwarders.

## Lijst van eigenaren van de Juwsma State
| Jaar      | Gebruiker/Eigenaar                                                             |
| --------- | ------------------------------------------------------------------------------ |
| 1399-1422 | Hessel Juwsma                                                                  |
| 1422-1450 | Renick Juwsma                                                                  |
| 1450-1466 | Sjouck Popkesdr Donia, weduwe van Renick Juwsma, hertrouwde met Wopcke Bauckez |
| 1466-1472 | Wyts Juwsma en Juw Harinxma                                                    |
| 1472-1477 | Gatze Juwsma                                                                   |
| 1477-1484 | Wilco Ringia In 1484 werd de stins verwoest                                    |